# Life Is Strange: Before the Storm
Life Is Strange: Before the Storm é um jogo eletrônico episódico de aventura gráfica desenvolvido pela Deck Nine e publicado pela Square Enix. Os três episódios que compõe o jogo foram lançados para as plataformas Microsoft Windows, PlayStation 4 e Xbox One no final de 2017, e para Linux, OS X, Android e iOS no final de 2018. É o segundo título da franquia Life Is Strange e um prelúdio do primeiro jogo focado na personagem Chloe Price, de dezesseis anos, e seu relacionamento com Rachel Amber, uma colega de classe. A jogabilidade diz respeito principalmente ao uso de opções de diálogos e interações com o ambiente.
A Deck Nine começou a desenvolver o jogo em 2016, usando o motor Unity. A atriz Ashly Burch, que dublou Chloe Price no jogo original, não trabalhou em Before the Storm devido ao seu envolvimento em uma greve promovida pela SAG-AFTRA, que aconteceu na época em que o jogo encontrava-se em produção. Contudo, ela reprisou seu papel em um episódio bônus após a conclusão da greve. A banda indie britânica Daughter ficou responsável pela escrita e performance da trilha sonora do jogo.
Life Is Strange: Before the Storm foi recebido com análises geralmente favoráveis, elogiando os personagens, temas e histórias, enquanto outros aspectos como furos de roteiro, o relacionamento principal e o impacto das decisões dos jogadores próximo ao final do jogo foram duramente criticados.

## Jogabilidade
Life Is Strange: Before the Storm é uma aventura gráfica, jogada a partir de uma perspectiva em terceira pessoa. O jogador assume o controle de Chloe Price com dezesseis anos, três anos antes dos eventos de Life Is Strange. Diferente de seu antecessor, o jogo não inclui viagem no tempo. Ao invés disso, Before the Storm apresenta uma mecânica chamada "Bate-boca" ("Backtalk", em inglês), com a qual o jogador pode livrar a Chloe de certas situações precárias. Porém, o "Bate-boca" também é capaz de piorar a situação. Uma árvore de diálogos é apresentada quando uma conversa ou comentário é solicitado. As decisões ocasionais irão mudar momentaneamente para resultados permanentes, com o jogo lembrando ao jogador quais escolhas possuirão consequências futuras. O jogador é capaz de interagir e alterar o ambiente, incluindo fazer marcações de grafite nas paredes, que servem como colecionáveis, substituindo as fotos do primeiro jogo.

## Enredo
Em sua cidade natal de Arcadia Bay, situada no estado do Óregon, Chloe Price, de dezesseis anos, sai às escondidas para entrar em um show que está acontecendo em uma serraria antiga. Dentro do estabelecimento, ela entra em discussão com dois homens, mas consegue evitá-los quando a sua colega de escola Rachel Amber causa uma distração salvando-a da briga. No dia seguinte, Chloe e Rachel se reencontram na Academia Blackwell e decidem gazear aula pulando dentro de um trem de carga e, na sequência, vão até um miradouro. Elas observam pessoas através de um mirante e veem um homem e uma mulher se beijando no parque, o que perturba Rachel. Elas roubam vinho dos campistas locais e dão um passeio até chegarem em um ferro-velho. Chloe confronta Rachel sobre sua mudança de humor, mas ela se recusa a respondê-la. Mais tarde, quando Chloe e ela se reencontram, Rachel revela que ela testemunhou, através do mirante no parque, o seu pai, James, traindo sua mãe. Rachel queima uma foto de família e a descarta em uma lixeira que, em um ataque de raiva, chuta-a, provocando um incêndio florestal.
No dia seguinte, Chloe e Rachel são repreendidas pelo diretor Wells por terem fugido da escola. Chloe se esconde no ferro-velho, onde encontra uma caminhonete velha precisando de reparos. Ela então recebe uma ligação de Frank Bowers, um traficante de drogas local, que organiza uma reunião para discutir o pagamento de sua dívida com ele. Chloe concorda em recompensá-lo, ajudando-o a roubar dinheiro de seu colega de classe, Drew North, que deve uma grande quantia de dinheiro para Frank. No entanto, Chloe descobre que Drew está sendo violentamente extorquido por outro traficante de drogas, Damon Merrick, e ela deve decidir se paga o traficante com o dinheiro que roubou de Drew para protegê-lo ou se fica com ele para si. Posteriormente, quando uma aluna não consegue participar da produção teatral da escola, A Tempestade, devido ao fechamento de estradas causado pelo incêndio, Chloe assume relutantemente o papel oposto a Rachel. Depois da peça, elas decidem deixar Arcadia Bay com a caminhonete do ferro-velho e seguem para a casa da Rachel para fazer as malas. Lá, após um confronto, James revela que a mulher que ela o viu beijando não era uma amante, mas sim a mãe biológica de Rachel.
Rachel é informada de que sua mãe biológica, Sera, é uma viciada em drogas e que no dia em que seu pai a beijou, ele rejeitou o pedido de Sera para conhecer a Rachel, depois que ele decidiu adotá-la quinze anos atrás. Rachel fica abalada com essa revelação o que faz a Chloe prometer para ela que iria encontrar a Sera, mesmo que fosse contra os desejos de James. Dessa forma, Chloe entra em contato com Frank, que concorda em encontrá-la no ferro-velho. Ela conserta a caminhonete antes que Rachel chegue ao seu encontro. Porém, elas são emboscados por Frank e Damon, que apunhala Rachel depois que ele percebe que ela é a filha do promotor público. Sobrevivendo a ferida, Rachel se recupera no hospital. Chloe dá continuidade a sua busca pela Sera invadindo e investigando o escritório de James em busca de pistas sobre o paradeiro dela, e acaba descobrindo que James estava em contato com Damon já faz algum tempo; Chloe usa o celular de James para convencer Damon a revelar onde a Sera está, e descobre que Damon a sequestrou para que James pagasse pelo resgate na serraria, que agora estava destruída por consequência do incêndio na floresta. Chloe corre até Damon para pagar-lhe, mas quando ela chega até ele, descobre que James queria que ele matasse Sera. Frank aparece e luta com Damon, que deixa Chloe inconsciente. Depois que acorda, Chloe se encontra com Sera; ela pede para Chloe nunca contar a Rachel sobre as ações de James. De volta ao hospital, Chloe se depara com uma escolha: contar tudo o que aconteceu para Rachel ou protegê-la da verdade.
Em uma cena pós-créditos, Chloe liga para o celular da Rachel mas ela não atende uma vez que está, supostamente, participando de uma sessão de fotos em um quarto escuro.

### Episódio bônus
No episódio bônus intitulado "Farewell" ("Despedida", em tradução livre), Max Caulfield, de 13 anos, se esforça para noticiar Chloe de que sua família está se mudando para Seattle em três dias. As duas encontram uma gravação feita por si mesmas com oito anos de idade falando de um tesouro enterrado há muito tempo. Depois de encontrar o mapa e um amuleto no sótão, Max e Chloe descobrem o local do tesouro, apenas para descobrir que o pai de Chloe, William, colocou a cápsula do tempo que ambas enterraram dentro de um barril junto com uma gravação de voz, por segurança. Max pode escolher entre contar a verdade a Chloe ou escondê-la; independentemente de sua decisão, seus planos para o resto do dia são interrompidos quando a mãe de Chloe, Joyce, retorna para casa com a notícia da morte de William. Dias depois, Max vai ao funeral de William e parte para Seattle com seus pais imediatamente depois do enterro, deixando Chloe enlutada.

## Desenvolvimento e lançamento
O jogo começou a ser desenvolvido em 2016. Life Is Strange: Before the Storm foi desenvolvido pelo estúdio Deck Nine, utilizando uma ferramenta denominada StoryForge que é de sua propriedade. Rhianna DeVries, que já havia feito a captura de movimento de Chloe Price no jogo, também ficou responsável pela dublagem da personagem, enquanto a dubladora original, Ashly Burch, ficou como consultora de roteiro. Burch não pôde reprisar seu papel no jogo devido à sua participação na greve de dubladores de jogos eletrônicos aderida em 21 de outubro de 2016. Com o fim da greve, Burch e Hannah Telle, a dubladora da Max Caulfield em Life Is Strange, retornaram ao jogo participando do episódio bônus. O jogo teve diversos títulos de produção durante a escalação do elenco, de acordo com Kylie Brown, que foi escalada como Rachel Amber (até então conhecida como Rebecca) em fevereiro de 2017. A música foi escrita e executada pela banda indie folk britânica Daughter, e lançada como trilha sonora oficial pela Glassnote Records em 1 de setembro de 2017. A instrumentação foi empregada para representar diferentes lados do personagem principal: piano para momentos de isolamento, guitarra elétrica para rebeldia e vocais em camadas para transparecer amizade. A Daughter utilizou o roteiro e a arte conceitual do jogo como inspiração. Os roteiristas fizeram várias pesquisas sobre memórias e a psicologia para entender o processo de luto da Chloe. O roteiro foi composto por 1.500 páginas, escritas pelo roteirista principal Zak Garriss e uma equipe de escritores. O primeiro passo para o desenvolvimento do episódio bônus girou em torno do seu final e como construir algo a partir dele.
Antes de ser anunciado oficialmente, as imagens do jogo vazaram na internet indicando que uma pré-sequência de Life Is Strange estava em desenvolvimento. A publicadora Square Enix revelou Life Is Strange: Before the Storm no dia 11 de junho durante a E3 2017, anunciando o lançamento de três episódios a partir de 31 de agosto para as plataformas Microsoft Windows, PlayStation 4 e Xbox One. A edição de luxo do jogo inclui o episódio bônus "Farwell" – estrelando Max Caulfield do jogo original como uma personagem jogável – três roupas adicionais, e um Modo Mixtape, que permite que os jogadores personalizem playlists utilizando a trilha sonora do jogo. O episódio bônus foi lançado em 6 de março de 2018, no mesmo dia dos lançamentos físicos da edição limitada e de vinil; a edição limitada contém um livro de artes conceituais e o CD da trilha sonora do jogo, enquanto que a edição de vinil inclui o último no formato de disco de vinil que, caso fosse pré-ordenado nas lojas, vinham com figuras das personagens Chloe e Rachel – o conteúdo de ambos também estão inclusos na edição de luxo, juntamente com o primeiro episódio de Life Is Strange. A Feral Interactive desenvolveu versões do jogo para MacOS e Linux e foram publicados em 13 de setembro de 2018. Em 19 de setembro, a Deck Nine Games portou o jogo para os sistemas Android e iOS lançando-o, respectivamente, no Google Play e Apple Store.

## Recepção
Após a conferência da E3 de 2017, Life Is Strange: Before the Storm foi premiado como o Melhor da E3 pela revista GamesRadar e indicado ao prêmio de melhor Jogo de Aventura pelo periódico online Hardcore Gamer. O jogo também foi indicado para os prêmios da Gamescom 2017 nas categorias de "Melhor Jogo de Simulação" e "Melhor Jogo de Família". O jogo foi recebido com críticas geralmente favoráveis de acordo com o agregador de avaliações Metacritic. As análises elogiaram os personagens, temas e história, mas criticaram os furos de roteiro, o relacionamento principal e o impacto das decisões dos jogadores próximo ao final do jogo.

O Episódio 1: Awake foi o mais elogiado pelas críticas em consequência do desenvolvimento empregado nas personagens de Chloe Price e Rachel Amber. Jeremy Peeples do Hardcore Gamer achou o comportamento de Chloe "cativante" e notou que sua personalidade era retratada com múltiplas camadas. Sam Loveridge da GamesRadar escreveu que Rachel era a personagem mais autêntica devido ao seu diálogo mais "fundamentado". Apesar de depreciar Chloe por ser "seu mesmo eu combativamente combativo" no início, o jornal britânico Metro a entendeu como esgotada ao suportar a perda de seu pai. Kimberley Wallace, escrevendo para a Game Informer, achou que a versão mais jovem de Chloe trouxe uma "ingenuidade e vulnerabilidade" digna de simpatia. Em contrapartida, ela disse que a relação entre as protagonistas se estabeleceu com uma "velocidade não natural". Peeples e Loveridge favoreceram a mecânica de jogo "Bate-boca" enquanto Metro e Wallace não se importaram com ela.